# Saison 3 de Star Trek: Discovery
Chronologie
Saison 2 Saison 4
Cet article présente les épisodes de la troisième saison de la série télévisée américaine Star Trek: Discovery.

## Synopsis
Peu après la fin de la poursuite de « l'Ange Rouge », Burnham se retrouve projetée dans le futur, en 3188, soit 930 ans après la bataille contre « le Contrôle », l'ordinateur omnipotent de Starfleet qui a failli anéantir toute vie dans l'univers. Mais arrivée sur place, elle apprend que la Fédération des planètes unies s'est effondrée à la suite du « Brasier » : un désastre d'ampleur galactique survenu 119 ans auparavant, qui a détruit la grande majorité des vaisseaux spatiaux — y compris ceux de Starfleet — en faisant sauter le dilitium qui leur sert de carburant. Avec l'arrivée du Discovery, elle se met en quête de ce qui reste de la Fédération et de Starfleet ; et tout aussi important, de l'origine du Brasier...

## Distribution

### Acteurs principaux
- Sonequa Martin-Green (VF : Olivia Luccioni) : Commandeur Michael Burnham, officier scientifique du Discovery
- Doug Jones (VF : Jean-Pol Brissart) : Capitaine Saru, commandant du Discovery
- Anthony Rapp (VF : Vincent Ropion) : Lieutenant-Commandeur Paul Stamets, ingénieur en chef du Discovery
- Mary Wiseman (VF : Edwige Lemoine) : Enseigne Sylvia Tilly, commandant en second du Discovery
- Wilson Cruz (VF : Jérôme Berthoud) : Dr Hugh Culber, médecin de bord du Discovery, et compagnon de Stamets.
- David Ajala (en) : Cleveland "Book" Booker V

### Acteurs récurrents
- Emily Coutts (VF : Maëlle Genet) : Lieutenant Keyla Detmer, timonier de l'USS Discovery
- Patrick Kwok-Choon : Lieutenant Gen Rhys, officier tactique de l'USS Discovery
- Sara Mitich (VF : Sophie Baranes) : Lieutenant Nilsson, officier de la propulsion sporique de l'USS Discovery
- Oyin Oladejo : Lieutenant Joann Owosekun, officier des opérations de l'USS Discovery
- Ronnie Rowe Jr. : Lieutenant Ronald Altman Bryce, officier des communications de l'USS Discovery
- Michelle Yeoh (VF : Ivana Coppola) : Commandeur Philippa Georgiou
- Rachael Ancheril: Commandeur Nahn, cheffe de la sécurité du Discovery
- Tig Notaro (VF : Véronique Augereau) : Commandeur Jett Reno, ingénieur du Discovery
- Oded Fehr (VF : Mathieu Buscatto): Amiral de la Flotte Charles Vance, Commandant en Chef de Starfleet
- Blu del Barrio (VF : Clara Soares) : Enseigne Adira Tal
- Janet Kidder : Ministre Osyraa, cheffe de l'organisation criminelle "Chaîne d’Émeraude"
- Julianne Grossman : Zora, ordinateur de bord de l'USS Discovery (voix)

### Invités
- Kenneth Welsh : Amiral Senna Tal
- Ian Alexander : Gray Tal
- Vanessa Jackson : Lieutenant Audrey Willa, cheffe de la sécurité du QG de Starfleet
- Ian Lake : Tolok, neveu d'Osyraa
- Adil Hussain : Officier Aditya Sahil

## Liste des épisodes
Les titres en français sont ceux fournis par Netflix sur le site officiel de la série.
1. Cet espoir, c’est vous, 1re partie
2. Loin de chez nous
3. Les Habitants de la Terre
4. Ne m'oublie pas
5. Mourir en essayant
6. Charognards
7. Unification III
8. Le Sanctuaire
9. Terra Firma, 1re partie
10. Terra Firma, 2ème partie
11. Su'kal
12. Il y a une marée…
13. Cet espoir, c’est vous, 2e partie

### Épisode 1:Cet espoir, c'est vous, 1re partie
- États-Unis /  Canada /  Québec : 15 octobre 2020 sur CBS / CTV + Space / Ztélé
- France : 16 octobre 2020 sur Netflix

- Adil Hussain (Officier Aditya Sahil)

### Épisode 2:Loin de chez nous
- Jake Weber (Zareh)
- Lindsay Owen Pierre (Os'ir)
- Jonathan Koensgen (Kal)
- Tig Notaro (Commandeur Jett Reno)
- Sanjay Pavone (Enseigne Gene)

### Épisode 3:Les Habitants de la Terre
- Blu del Barrio (Enseigne Adira Tal)
- Phumzile Sitole (Capitaine Diatta Ndoye)
- Christopher Heyerdahl (Capitaine Wren)

### Épisode 4:Ne m'oublie pas
- Blu del Barrio (Enseigne Adira Tal)
- Kenneth Welsh (Amiral Senna Tal)
- Ian Alexander (Gray Tal)
- Andrew Shaver (Commissaire Vos)
- Karen Robinson (Directrice Pav)
- Andreas Apergis (Gardien Xi)

### Épisode 5:Mourir en essayant
- Oded Fehr (Amiral de la Flotte Charles Vance)
- Vanessa Jackson (Lieutenant Audrey Willa)
- Blu del Barrio (Enseigne Adira Tal)
- Tig Notaro (Commandeur Jett Reno)
- David Cronenberg (Dr Kovich)
- Jake Epstein (Dr Attis)
- Brendan Beiser (Eli)

### Épisode 6:Charognards
- Oded Fehr (Amiral de la Flotte Charles Vance)
- Vanessa Jackson (Lieutenant Audrey Willa)
- Noah Averbach-Katz (Ryn)
- Ian Lake (Tolok)
- Blu del Barrio (Enseigne Adira Tal)
- Ian Alexander (Gray Tal)

### Épisode 7:Unification III
- Oded Fehr (Amiral de la Flotte Charles Vance)
- Sonja Sohn (Gabrielle Burnham)
- Tara Rosling (Présidente T'Rina)
- Oliver Becker (Pair N'Raj)
- Stephanie Belding (Pair Shira)
- Emmanuel Kabongo (Pair V'Kir)

- Plusieurs images de Spock provenant de la deuxième saison de Discovery (avec Ethan Peck et Liam Hughes) et de la cinquième saison de La Nouvelle Génération (avec Leonard Nimoy).
- Le titre de l'épisode est une référence au titre original du double épisode Réunification de la cinquième saison de La Nouvelle Génération.

### Épisode 8:Le Sanctuaire
- Oded Fehr (Amiral de la Flotte Charles Vance)
- Janet Kidder (Ministre Osyraa)
- Blu del Barrio (Enseigne Adira Tal)
- Ache Hernandez (Kyheem)
- Noah Averbach-Katz (Ryn)
- Ian Lake (Tolok)

### Épisode 9:Terra Firma, 1re partie
- Oded Fehr (Amiral de la Flotte Charles Vance)
- David Cronenberg (Dr Kovich)
- Paul Guilfoyle (Carl)

### Épisode 10:Terra Firma, 2ème partie
- Oded Fehr (Amiral de la Flotte Charles Vance)
- Blu del Barrio (Enseigne Adira Tal)
- Tig Notaro (Commandeur Jett Reno)
- Paul Guilfoyle (Carl)
- Daniel Kash (Lieutenant Duggan)

### Épisode 11:Su'kal
- Oded Fehr (Amiral de la Flotte Charles Vance)
- Janet Kidder (Ministre Osyraa)
- Bill Irwin (Su'Kal)
- Blu del Barrio (Enseigne Adira Tal)
- Ian Alexander (Gray Tal)

### Épisode 12:Il y a une marée…
- Oded Fehr (Amiral de la Flotte Charles Vance)
- Janet Kidder (Ministre Osyraa)
- Vanessa Jackson (Lieutenant Audrey Willa)
- Jake Weber (Zareh)
- Kenneth Mitchell (Dr Aurellio)
- Brendan Beiser (Eli)

### Épisode 13:Cet espoir, c’est vous, 2e partie
- Oded Fehr (Amiral de la Flotte Charles Vance)
- Janet Kidder (Ministre Osyraa)
- Bill Irwin (Su'Kal)
- Blu del Barrio (Enseigne Adira Tal)
- Tig Notaro (Commandeur Jett Reno)
- Ian Alexander (Gray Tal)
- David Cronenberg (Dr Kovich)
- Vanessa Jackson (Lieutenant Audrey Willa)
- Jake Weber (Zareh)
- Kenneth Mitchell (Dr Aurellio)
- Adil Hussain (Lieutenant Aditya Sahil)
- Tara Rosling (Présidente T'Rina)
- Karen Robinson (Directrice Pav)